# Елфхен
Елфхен (у слободном преводу једанаестица) јесте кратка лирска песма која има унапред одређен облик, тј. пише се по правилима писања, као јапански хаику. Овај стил писања песама потиче са немачког говорног подручја и састоји се од једанаест речи поређаних у пет стихова према обрасцу 1-2-3-4-1.
За сваки стих постоји захтев, који се може испунити на више начина, у зависности од жеље и намере. Постоји неколико основних елфхена који се користе код објашњавања истих, у настави, предавањима и сличном. То су „Шпетзомер“ (  — касно лето), „Рајфе“ (  — зрелост) и „Штиле“ (  — тишина), посебно популарни у модерној немачкој књижевности.

## Правила
| Стих | Речи | Захтев                                 |
| ---- | ---- | -------------------------------------- |
| 1.   | 1    | Мисао, предмет, боја, мирис            |
| 2.   | 2    | Радње и особине речи из првог стиха    |
| 3.   | 3    | Особине и локација речи из првог стиха |
| 4.   | 4    | Пишчево мишљење о речи из првог стиха  |
| 5.   | 1    | Закључак — исход мисли елфхена         |

Правила писања су једноставна. У првом стиху пише се основна реч, мисао или слично. У другом стиху се кроз две речи представљају особености прве речи или нека радња коју она врши. У трећем стиху се додаје још особености и локација датог појма из првог стиха.
Даље се у четири речи записују своја мишљења и запажања о свему томе. На крају, исход мисли, односно закључак даје се у једној речи. Међутим, није погрешно ни одступање од датих правила и слободан ток мисли, све док број речи остане непромењен — једанаест свеукупно распоређених по обрасцу датом у табели десно.

## Употреба
Елфхене првенствено пишу основци немачког говорног подручја, средњошколци, као и они који уче немачки као страни језик.
Педагошки циљ елфхена у школи је подстицање ученика на креативност и комуникативност. Поред тога, њихов социолошки ефекат је додатно појачан тиме што се ове песме обично пишу уз игру.
Метода се такође користи у образовном раду са младима и одраслима, као и у верском образовању. Елфхени ту служе као увод у тему или као део језичке радионице. Такође могу бити део мозгалица, креативног планирања, или једноставна разбибрига.

## Примери
| Spätsommer Goldenes Licht Sonne verströmt Wärme Fülle der Früchte lockt Dankbarkeit | Reife Sommerliches Nachklingen Herbst naht unaufhaltsam Mein Leben schwingt mit Öffnung | Stille Intensives Da-Sein Erde duftet herb Höhepunkt des Jahres schwindet Sehnsucht |

| Касно лето Златна светлост Сунце зрачи топлотом Обиље плодова мами Захвалност | Зрелост Сажетак развлачења Јесен незаустављиво стиже Мој живот одјекује Отварање | Тишина Интензивно постојање Земља мирише опоро Врхунац године измиче Чежња |